# Parlatoria yanyuanensis
Parlatoria yanyuanensis är en insektsart som beskrevs av Tang 1984. Parlatoria yanyuanensis ingår i släktet Parlatoria och familjen pansarsköldlöss. Inga underarter finns listade i Catalogue of Life.